# Aurelian Chițu
Aurelian Chițu (n. 25 martie 1991, Țăndărei, România) este un fotbalist român, care joacă pe post de mijlocaș la Hermannstadt în SuperLiga României. Pe plan internațional, are prezențe la națională pentru România Sub-21, România și România Sub-19., în SuperLiga României.

## Biografie
Aurelian Chițu și-a început cariera la vârsta de 13 ani, la centrul de copii și juniori al echipei Unirea Slobozia, unde a jucat timp de patru ani.
În 2009, Chițu a semnat un contract cu Viitorul Constanța, echipă care evolua pe atunci în Liga a III-a și unde a debutat ca senior. Și-a ajutat echipa să promoveze în Liga a II-a în 2010, apoi după două sezoane, în Liga I, prima scenă a fotbalului românesc. A debutat în Liga I într-un meci cu FC Brașov, scor 2-2, la data de 23 iulie 2012. Chițu a fost unul dintre cei mai constanți jucători în acel sezon, strângând 33 de meciuri și 8 goluri în Liga I, ceea ce l-a ajutat să devină unul dintre cei mai promițători tineri fotbaliști.
La 21 iunie 2013, Chițu a semnat un contract pe 4 ani cu Valenciennes, formație ce evoluează în Ligue 1. Tot odată, el a doborât un record al ascensiunii, ajungând în Franța după doar un sezon în Liga I. La 10 august, el a debutat în Ligue 1 într-un meci cu Toulouse, scor 3-0.